# Ettore Lo Gatto
Ettore Lo Gatto (Napoli, 20 maggio 1890 – Roma, 16 marzo 1983) è stato uno slavista, traduttore e critico letterario italiano, docente universitario e Accademico dei Lincei.
Considerato con Giovanni Maver il fondatore della slavistica in Italia, fu titolare dal 1931 al 1936 della cattedra di filologia slava all'Università di Padova, e dal 1941 al 1965 della cattedra di letteratura russa all'Università di Roma, dove gli succederà poi Angelo Maria Ripellino.
Dedicò la sua vita a migliorare i rapporti civili e culturali dell'Italia con la Russia e l'Europa orientale. 

## Biografia
Nato da Clelia de Cesbron de la Grennelais e Domenico Lo Gatto, trascorse la gioventù a Porto Maurizio. Pubblicò due romanzi durante l'adolescenza.
Si laureò in giurisprudenza all'Università di Napoli. Durante il praticantato per l'attività forense proseguì i suoi studi in filosofia. Avvicinatosi alla germanistica, organizzò viaggi accademici a Monaco, Heidelberg, Bayreuth e Zurigo.
Tra il 1915 e il 1919 pubblicò per una casa editrice partenopea alcune traduzioni di Sachs, Nietzsche e Richard Wagner.
In seguito si arruolò nel XXXIX Reggimento Fanteria del Regio Esercito, partecipando alla prima guerra mondiale col grado di sottotenente. Mentre si trovava a combattere sul fronte in Austria fu fatto prigioniero e internato in un campo di Sigmundsherberg. Durante il periodo di permanenza forzata entrò in contatto con la cultura russa, come dichiarò egli stesso:
(I miei incontri con la Russia, 1976)
Nel 1919 iniziò la sua collaborazione con Zoja Matveevna Voronkova, già sua insegnante di russo, che divenne in seguito sua moglie e collaboratrice. Dal matrimonio nacque una figlia, la traduttrice Anjuta Maver Lo Gatto.
Nel 1921 rientrò in Italia, assumendo la segreteria dell'Istituto per l'Europa Orientale di Roma, costituita quello stesso anno su iniziativa del senatore Francesco Ruffini e di Giovanni Gentile.
L'anno dopo gli fu assegnata la libera docenza in lingua e letteratura russa all'Università di Roma. Ottenne cattedre per l'insegnamento delle letterature slave a Napoli e Padova.
Nella sua intensa ricerca delle culture slave dell'est europeo fu tra i fondatori della rivista Russia, poco fortunata ma di importanza per le materie trattate, che venne pubblicata dal 1920 al 1926. Maksim Gor'kij fu tra le personalità russe e slave di rilievo che collaborarono al progetto editoriale.
Compì un paio di viaggi nell'Unione Sovietica, nel 1928 e nel 1929, durante il quale portò a termine i suoi scritti più celebri.
Dal 1936 al 1940 si stabilì a Praga dove insegnò presso l'Istituto Italiano di Cultura. L'anno seguente rimpatriò riprendendo la cattedra all'Ateneo della Capitale, e continuando la sua opera di divulgazione soprattutto con lo slavista Giovanni Maver. La sua Storia della letteratura russa, edita originariamente nel 1942 e subito tradotta in spagnolo e francese, fu più volte riproposta e ampliata.
Negli anni cinquanta lavorò a due saggi sull'opera e sulla figura di Aleksandr Sergeevič Puškin.
Si spense a Roma il 16 marzo del 1983.

## Opere
- Poesia Russa della Rivoluzione, Roma, Alberto Stock Editore, 1923.
- Letteratura russa, Paolo Cremonese Editore, Roma, 1928.
- Vecchia Russia, Istituto per l'Europa Orientale, Roma, 1929.
- Storia della letteratura russa, 1927-1945; Sansoni, Firenze, 2000, ISBN 88-38-318-65-4, ISBN 978-88-383-1865-8.
- Gli artisti italiani in Russia, nella raccolta L'opera del genio italiano all'estero, Roma, Libreria dello Stato, 1932-1943; Milano, Scheiwiller, 1991.

1. I. Gli architetti a Mosca e nelle province, Roma, Libreria dello Stato, 1932.
2. II. Gli architetti del sec. XVIII a Pietroburgo e nelle tenute imperiali, Roma, Libreria dello Stato, 1933.
3. III. Gli architetti del secolo XIX a Pietroburgo e nelle tenute imperiali, 1943.

- Puskin. Storia di un poeta e del suo eroe, Mursia, Milano 1959. Premio Viareggio nel 1960[3]
- Il mito di Pietroburgo. Storia, leggenda, poesia, Milano, Feltrinelli, 1960.
- Correnti e tendenze della letteratura russa, Milano, Rizzoli, 1974.
- I miei incontri con la Russia, Torino, Mursia, 1976.

### Traduzioni
- Fëdor Dostoevskij, Lettere dal sottosuolo. Romanzo, tradotto direttamente dal russo, Napoli, L'Editrice Italiana, 1919.
- Alessandro Puškin, Eugenio Onjéghin, traduzione, introduzione e note, Firenze, G. C. Sansoni, 1925.
- Alessandro Kuprin, La fossa. Romanzo russo, traduzione, Milano, Monanni, 1928.
- Fëdor Dostoevskij, Diario di uno scrittore (1873), traduzione dal russo, Torino, Einaudi, 1943.
- Aleksàndr Puškin, Opere in prosa, 2 voll., Roma, De Carlo, 1946.
  -  Storia della rivolta di Pugačev, Collana Compagnia Extra n.113, Macerata, Quodlibet, 2023, ISBN 978-88-229-2058-4.
- Aleksàndr S. Puškin, Tutte le opere, 2 voll., Milano, U. Mursia, 1959.
- Fëdor Dostoevskij, Diario di uno scrittore, traduzione e introduzione, Firenze, Sansoni, 1963; Introduzione di Armando Torno, Collana Il pensiero occidentale, Milano, Bompiani, 2007, ISBN 978-88-452-5806-0.
- Evgenij I. Zamjatin, Noi, traduzione e introduzione, Bergamo, Minerva Italica, 1995. - Collana UEF n.412, Milano, Feltrinelli, 1963; Collana I garzanti n.394, Milano, Garzanti, ottobre 1972; in Noi della galassia. Cinque storie di fantascienza, a cura di Fausto Malcovati, Introduzione di Ugo Gregoretti, Roma, Editori Riuniti, 1982.